# Wallfahrtskirche Maria Enzersdorf

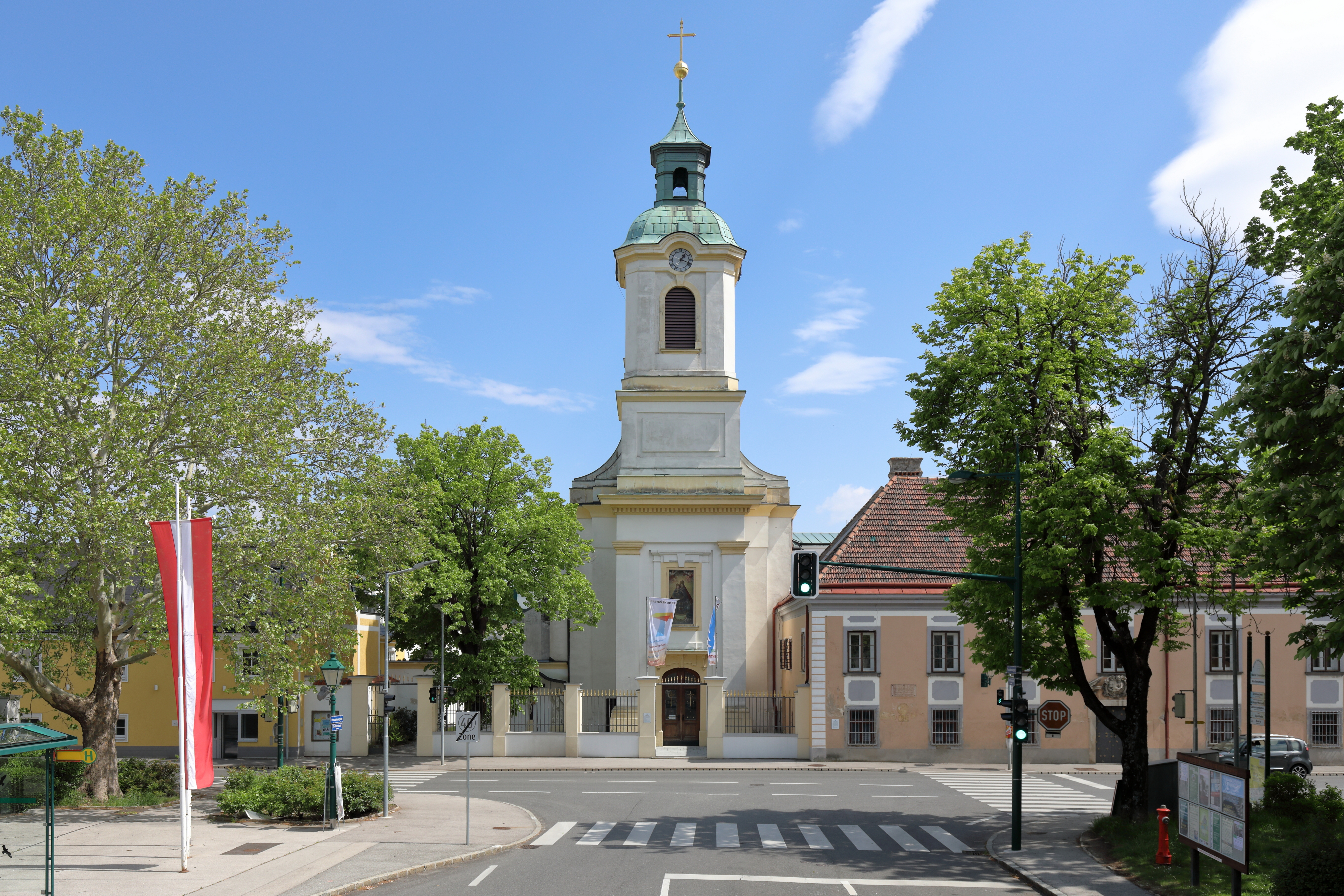
Katholische Kloster- und Wallfahrtskirche hl. Maria Magdalena in Maria Enzersdorf

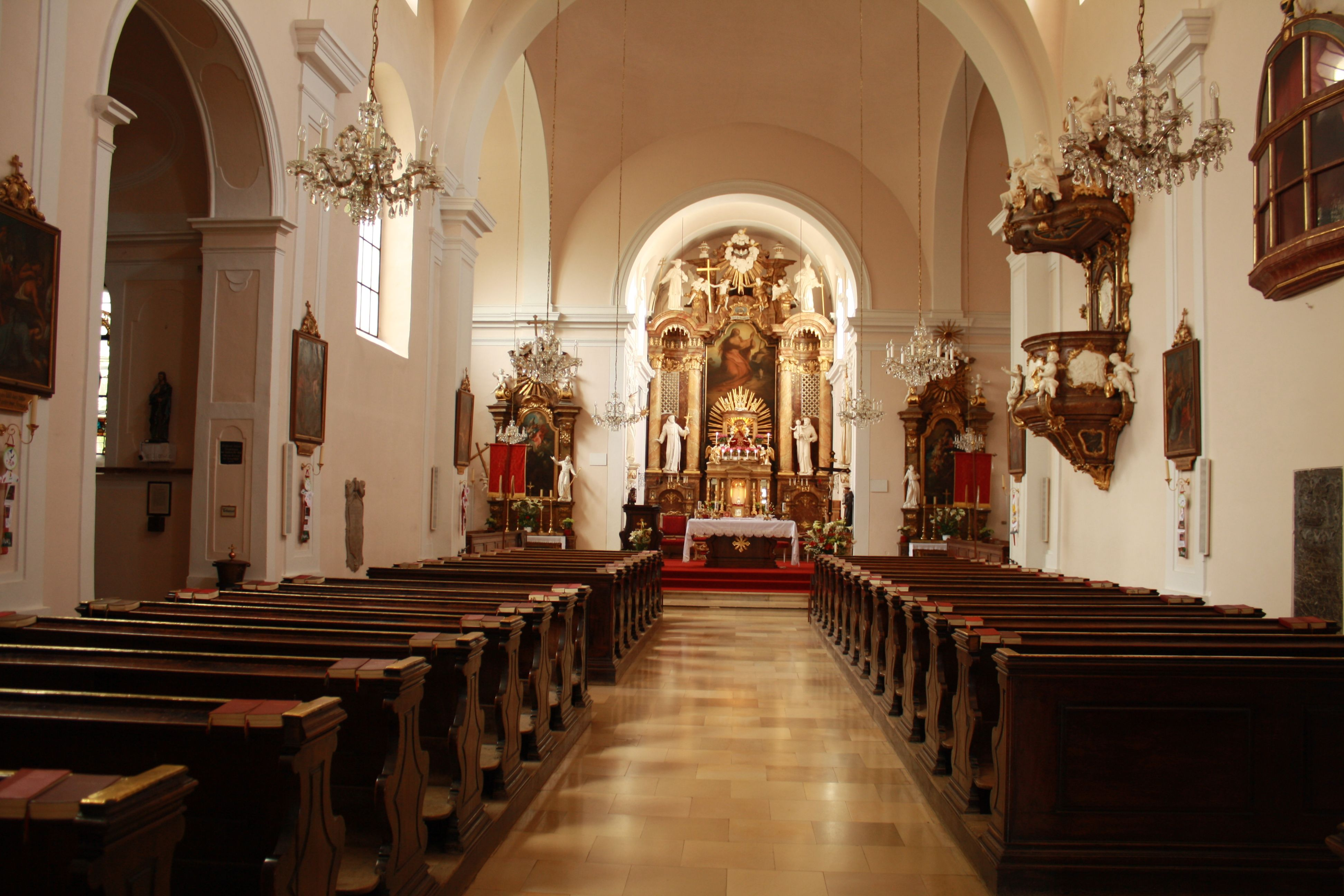
Langhaus, Blick zum Chor

Die römisch-katholische Wallfahrtskirche Maria Enzersdorf ist an der Nordseite baulich mit dem Franziskanerkloster verbunden und steht an der Hauptstraße bei der Abzweigung Kirchenstraße in der Ortschaft der Marktgemeinde Maria Enzersdorf im Bezirk Mödling in Niederösterreich. Die dem Patrozinium hl. Maria Magdalena und Maria, Heil der Kranken unterstellte Kloster- und Wallfahrtskirche gehört zum Dekanat Mödling im Vikariat unter dem Wienerwald der Erzdiözese Wien. 1784 wurde sie auch Pfarrkirche. Seit 2014 ist die Pfarrkirche Maria Enzersdorf-Südstadt die Pfarrkirche der Pfarre Maria Enzersdorf. Die Kirche steht unter Denkmalschutz (Listeneintrag).

## Geschichte
Kirche wie Kloster wurden 1454 vom Franziskaner Johannes Capistran gegründet und 1472 vollendet. 1529 wurden im Türkenkrieg Kirche und Kloster zerstört. 1533 wurde auf Beschluss des Generalkapitels im Franziskanerkloster Pupping die Niederlassung wegen der Zerstörung und wegen Personalmangels aufgegeben und die Baulichkeit dem spanischen Hofmeister des Wiener Hofes übergeben. 1569 verloren die Franziskaner durch ein kaiserliches Dekret jeglichen Besitzanspruch. Im Jahr 1632 erfolgte auf kaiserlichen Befehl die Rückgabe des Klosters an die Franziskaner, 1641 wurde die Kirche nach einem Wiederaufbau neu geweiht. Nach den zweiten Zerstörungen im Türkenkrieg 1683 wurde der Klostertrakt an der Hauptstraße erneuert und die Kirche im Jahr 1726 neu geweiht.
Von 1727 bis 1729 erfolgte eine bauliche Erweiterung der Kirche und des Klosters. Danach wurde 1730 mit der Gnadenstatue Maria, Heil der Kranken eine Wallfahrt mit einer Stiftung gegründet. Im Jahr 1784 wurde die Kirche zur Pfarrkirche erhoben.
Im Jahr 1788 wurde der Kirchturm zur Hauptstraße erbaut. Von 1907 bis 1909 wurde die Kirche unter der Bauleitung von Richard Jordan erweitert.
2014 wurde infolge Pfarrzusammenlegung mit der Pfarrkirche Maria Enzersdorf-Südstadt der Sitz der nunmehr vergrößerten Pfarre in die Südstadt verlegt.

## Architektur
Die Kirche schließt im Norden an das Franziskanerkloster an und ist gegenüber der westlichen Flucht des Klosterkomplexes entlang der Hauptstraße zurückgesetzt, sodass vor der Kirche ein kleiner Vorhof liegt, der mit einer Pfeilermauer mit Lanzengitter zur Hauptstraße abgegrenzt ist.
Der mehrfach erweiterte, im Kern mittelalterliche, barocke Saalbau aus der Zeit um 1726 hat einen vorgestellten Westturm von 1788 und einen Erweiterungsbau mit Chor, Querschiff und Nordsakristei von 1907/1909.
Die gestaffelte schmale Westfront wird durch den massigen fast die ganze Breite der Westfront einnehmenden vorgestellten Turm bestimmt, Westfront und Turm sind kompakt verklammert. Das Untergeschoß des Turmes reicht bis zur Traufe mit einem kräftig vorkragendem Gesims und Pilastergliederung, einem Korbbogenportal, darüber befindet sich ein Rechteckrahmen eines vermauerten Turmfensters. Der obere Turmbereich in gleicher Breite ist zweizonig und hat ein abgeschrägtes Schallgeschoß mit einem aufgebogenen Gesims, der Turm trägt ein Haubendach mit einer Laterne.
Das hohe Langhaus hat nordseitig Strebepfeiler und Lünettenfenster sowie einen Kapellenanbau von 1653 unter einem Pultdach, diese Kapelle wurde ursprünglich als Mausoleum für die Familie des Freiherrn G. A. Khevenhüller erbaut. Das Querhaus mit gleicher Traufhöhe unter einem Walmdach hat Lünettenfenster. Der Rechteckchor mit hoch angesetzten Rundbogenfenstern zeigt im Süden eine Sonnenuhr.
Im Vorhof der Kirche befindet sich ein barockes Kruzifix, flankiert von den Statuen der Heiligen Franziskus und Johannes Nepomuk aus dem ersten Viertel des 18. Jahrhunderts.
Das Kircheninnere zeigt ein hohes pilastergegliedertes Langhaus mit einem Stichkappentonnengewölbe. Im Süden gibt es zwei klassizistische Oratorien aus der Zeit um 1788, die Nordkapelle von 1653 ist tonnengewölbt. Die neobarocke erneuerte dreibogige Westempore ist in der Mitte vorgebaucht und platzl- und kreuzgratunterwölbt, die Brüstung trägt Rokoko-Flammenvasenaufsätze. Das längstonnengewölbte Querhaus hat eine platzlgewölbte Vierung. Der stichkappentonnengewölbte Chor mit einer Pilastergliederung ist mit einem reich dekorierten profilierten Gesims mit der Kirche verbunden, der Chor hat seitlich je eine reich dekorierte Rundbogennische. Das Turmerdgeschoß ist platzlgewölbt.

## Ausstattung
Im Rechteckrahmen des Turmes befindet sich das Bild Maria, Heil der Kranken auf einem Metallblatt von Buday 1879, erneuert von Carlos Riefel 1926, 1955 und 1967 restauriert und verglast.
Die Nordkapelle hat Stuckrahmenfelder im Gewölbe und in den Fensterlaibungen. Der Fußboden ist mit Kelheimer Platten ausgelegt.
Die Glasmalerei in der Josefskapelle zeigt die Heiligen Josef und Maria aus der zweiten Hälfte des 19. Jahrhunderts.

## Einrichtung
Der Volksaltar entstand 1927. Der Hochaltar wurde 1708 geweiht, 1726 erneut geweiht und 1728/1729 versetzt. Der die gesamte Ostwand einnehmende monumentale dreiachsige Wandaltar mit seitlichen Opfergangsportalen hat schmale Adikulen, auch Säulen und ein aufgebogenes Gesims sowie einen mittig unterbrochenen Volutenauszug. Der Hochaltar zeigt das Altarblatt hl. Maria Magdalena von Josef Kessler 1854 nach einem Entwurf von Leopold Kupelwieser, der Altar trägt seitlich Polierweißstatuen der Heiligen Bonaventura und Ludwig von Toulouse und im Auszug die Gruppe Dreifaltigkeit mit Engeln, über dem Baldachin die barocken Polierweißstatuen der Heiligen Franz von Assisi und Antonius von Padua. Der große klassizistische Tabernakel um 1788 ist in der Form eines Tempels mit ionischen Säulchen, darauf befindet sich in einer Art von Tempietto die Gnadenstatue, eine Kopie der Mariazeller Madonna in einem Strahlenkranz, 1730 gestiftet von der Familie van Ghelen.
In den beidseitigen Rundbogennischen des Chores stehen barocke Polierweißstatuen der Heiligen Bernhard von Siena und Johannes Capistran aus der ersten Hälfte des 18. Jahrhunderts.
Es gibt zwei einander entsprechende spätbarocke Seitenaltäre als Wandretabel mit Volutenauszug, 1751 geweiht. Die Altarblätter schuf Franz Anton Maulpertsch, die seitlichen Statuen schuf Martin Vögerl. Der linke Seitenaltar zeigt das Altarblatt hl. Franziskus Seraphicus und trägt die Statuen der Heiligen Petrus von Alcantara und Paschalis Baylon. Der rechte Seitenaltar zeigt das Altarblatt hl. Antonius vor dem Jesuskind mit Maria und trägt die Statuen der Heiligen Jakobus von der Mark und Leonhardus von Porto Mauritio. In den Altarkästen befinden sich hinter Glas Reliquiensarkophage, links Felix Märtyrer und rechts hl. Restituta.
Der Josefsaltar in der Nordkapelle von 1752 ist ein Doppelsäulenretabel mit einem geschwungenen Volutenaufsatz, er zeigt das Altarblatt Tod des hl. Josef von Gabriel Matthias ? und trägt die seitlichen Figuren der Heiligen Joachim und Anna von Martin Vögerl. Er trägt einen Rokoko-Tabernakel.
Die Hängekanzel im Rokoko-Stil von 1759 schuf der Tischler Johannes Michael Rueland, der Bildhauer Davotta und der Vergolder Grädl. Die Kanzel zeigt am Korb Kartuschen mit Polierweißreliefs Wunder Jesu, dazwischen Puttenfiguren mit Symbolen der Vier Evangelisten, auf dem Schalldeckel stehen Polierweißstatuen der theologischen Tugenden.
Die Orgel hat ein barockes Gehäuse, das Werk schuf 1978 Herbert Gollini. Die Prozessionsorgel um 1810 baute Josephus Johannes Wiest. Die vier Glocken goss 1950 die Oberösterreichische Glockengießerei St. Florian.

## Grabdenkmäler
- Eine Grabplatte zu Christoph Schillinger 1726.
- Ein Grabstein zu Maria Franziska Conradin 1767.